# Équipe de Suisse de football en 1988
Cet article présente les résultats de l'équipe de Suisse de football lors de l'année 1988. En décembre, elle rencontre pour la première fois l'Égypte.

## Bilan
|           | Nombre de matchs | Victoires | Défaites | Matchs nuls | Buts marqués | Buts encaissés |
| Domicile  | 3                | 0         | 2        | 1           | 1            | 4              |
| Extérieur | 6                | 3         | 3        | 0           | 10           | 7              |
| Neutre    | 0                | 0         | 0        | 0           | 0            | 0              |
| Total     | 9                | 3         | 5        | 1           | 11           | 11             |

## Matchs et résultats
| Tournoi de France - Demi-finale            | France                | 2 - 1   | Suisse        | Stadium, Toulouse                              |                                                |
| 2 février 1988 · Historique des rencontres | Passi 7e · Fargeon 9e | (2 - 1) | 19e B. Sutter | Spectateurs : 25 000 Arbitrage : Gérard Biguet | Spectateurs : 25 000 Arbitrage : Gérard Biguet |
| 2 février 1988 · Historique des rencontres | Rapport               |         |               | Spectateurs : 25 000 Arbitrage : Gérard Biguet | Spectateurs : 25 000 Arbitrage : Gérard Biguet |

| Tournoi de France - 3e/4e place            | Autriche         | 1 - 2   | Suisse                     | Louis-II, Monaco                              |                                               |
| 5 février 1988 · Historique des rencontres | Geiger 49e (csc) | (0 - 1) | 26e Koller · 66e B. Sutter | Spectateurs : 5 000 Arbitrage : Michel Girard | Spectateurs : 5 000 Arbitrage : Michel Girard |
| 5 février 1988 · Historique des rencontres | Rapport          |         |                            | Spectateurs : 5 000 Arbitrage : Michel Girard | Spectateurs : 5 000 Arbitrage : Michel Girard |

| Match amical                              | Allemagne de l'Ouest | 1 - 0   | Suisse | Fritz-Walter-Stadion, Kaiserslautern               |                                                    |
| 27 avril 1988 · Historique des rencontres | Klinsmann 58e        | (0 - 0) |        | Spectateurs : 30 150 Arbitrage : John Blankenstein | Spectateurs : 30 150 Arbitrage : John Blankenstein |
| 27 avril 1988 · Historique des rencontres | Rapport              |         |        | Spectateurs : 30 150 Arbitrage : John Blankenstein | Spectateurs : 30 150 Arbitrage : John Blankenstein |

| Match amical                            | Suisse  | 0 - 1   | Angleterre  | La Pontaise, Lausanne                          |                                                |
| 28 mai 1988 · Historique des rencontres |         | (0 - 0) | 58e Lineker | Spectateurs : 10 000 Arbitrage : Luigi Agnolin | Spectateurs : 10 000 Arbitrage : Luigi Agnolin |
| 28 mai 1988 · Historique des rencontres | Rapport |         |             | Spectateurs : 10 000 Arbitrage : Luigi Agnolin | Spectateurs : 10 000 Arbitrage : Luigi Agnolin |

| Match amical                            | Suisse        | 1 - 1   | Espagne      | Stade Saint-Jacques, Bâle                      |                                                |
| 5 juin 1988 · Historique des rencontres | B. Sutter 63e | (0 - 1) | 44e Andrinúa | Spectateurs : 14 000 Arbitrage : Michel Girard | Spectateurs : 14 000 Arbitrage : Michel Girard |
| 5 juin 1988 · Historique des rencontres | Rapport       |         |              | Spectateurs : 14 000 Arbitrage : Michel Girard | Spectateurs : 14 000 Arbitrage : Michel Girard |

| Match amical                             | Suisse  | 0 - 2   | Yougoslavie                | Allmend, Lucerne                                    |                                                     |
| 24 août 1988 · Historique des rencontres |         | (0 - 0) | 66e Mihajlović · 82e Đukić | Spectateurs : 6 700 Arbitrage : Jean-Marie Lartigot | Spectateurs : 6 700 Arbitrage : Jean-Marie Lartigot |
| 24 août 1988 · Historique des rencontres | Rapport |         |                            | Spectateurs : 6 700 Arbitrage : Jean-Marie Lartigot | Spectateurs : 6 700 Arbitrage : Jean-Marie Lartigot |

| Éliminatoires CM 1990                         | Luxembourg  | 1 - 4   | Suisse                                         | Stade municipal, Luxembourg                        |                                                    |
| 21 septembre 1988 · Historique des rencontres | Langers 81e | (0 - 3) | A. Sutter · 22e 54e Türkyılmaz · 29e B. Sutter | Spectateurs : 2 092 Arbitrage : Ignace van Swieten | Spectateurs : 2 092 Arbitrage : Ignace van Swieten |
| 21 septembre 1988 · Historique des rencontres | Rapport     |         |                                                | Spectateurs : 2 092 Arbitrage : Ignace van Swieten | Spectateurs : 2 092 Arbitrage : Ignace van Swieten |

| Éliminatoires CM 1990                       | Belgique     | 1 - 0   | Suisse | Heysel, Bruxelles                           |                                             |
| 19 octobre 1988 · Historique des rencontres | Vervoort 29e | (1 - 0) |        | Spectateurs : 14 450 Arbitrage : David Syme | Spectateurs : 14 450 Arbitrage : David Syme |
| 19 octobre 1988 · Historique des rencontres | Rapport      |         |        | Spectateurs : 14 450 Arbitrage : David Syme | Spectateurs : 14 450 Arbitrage : David Syme |

| Match amical                                 | Égypte     | 1 - 3   | Suisse                      | Stade international, Le Caire                          |                                                        |
| 14 décembre 1988 · Historique des rencontres | Hassan 80e | (0 - 1) | 35e 47e Zuffi · 68e Hermann | Spectateurs : 10 000 Arbitrage : Mohamed Hossam El Din | Spectateurs : 10 000 Arbitrage : Mohamed Hossam El Din |
| 14 décembre 1988 · Historique des rencontres | Rapport    |         |                             | Spectateurs : 10 000 Arbitrage : Mohamed Hossam El Din | Spectateurs : 10 000 Arbitrage : Mohamed Hossam El Din |